# Vanilla Alliance

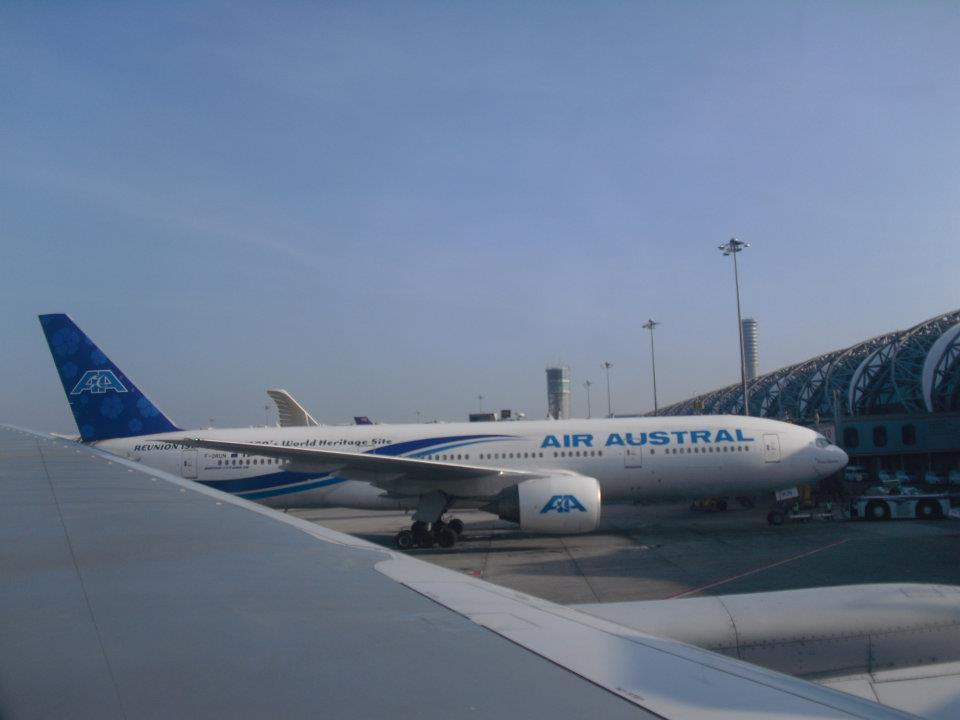
Air Austral

A Vanilla Alliance (francia: Alliance Vanille) egy 2015 szeptemberében alapított légiszövetség. A szövetség 2018-ban a negyedik legnagyobb volt a világon, a Star Alliance, a SkyTeam és a Oneworld mögött. A szövetség az alapításakor 2,3 millió utast szállított 89 célállomásra 26 országban. A Vanilla Alliance összes légitársasága az Indiai-óceán térségében működik, olyan országokban, amelyek tagjai az Indiai-óceáni Bizottságnak vagy a tengerentúli Franciaország része.

## Története
2010 augusztusában a Seychelle-szigetek, Mauritius, Madagaszkár, a Comore-szigetek, Réunion és Mayotte elnevezték magukat a "Vanilla Islands" szigeteknek azért, hogy az egész régió turizmusát népszerűsítsék. 2012-ben a maldív turizmusért felelős minisztert meghívták, hogy tárgyalják meg a Maldív-szigetek esetleges csatlakozását. Viszont egy 2016-os miniszteri találkozót követően a szervezet megerősítette, hogy a Maldív-szigetek nem tagja csoportnak. Megjegyzendő, hogy még most sincs nincs közvetlen járat a Velana nemzetközi repülőtér és bármely tagállam között.

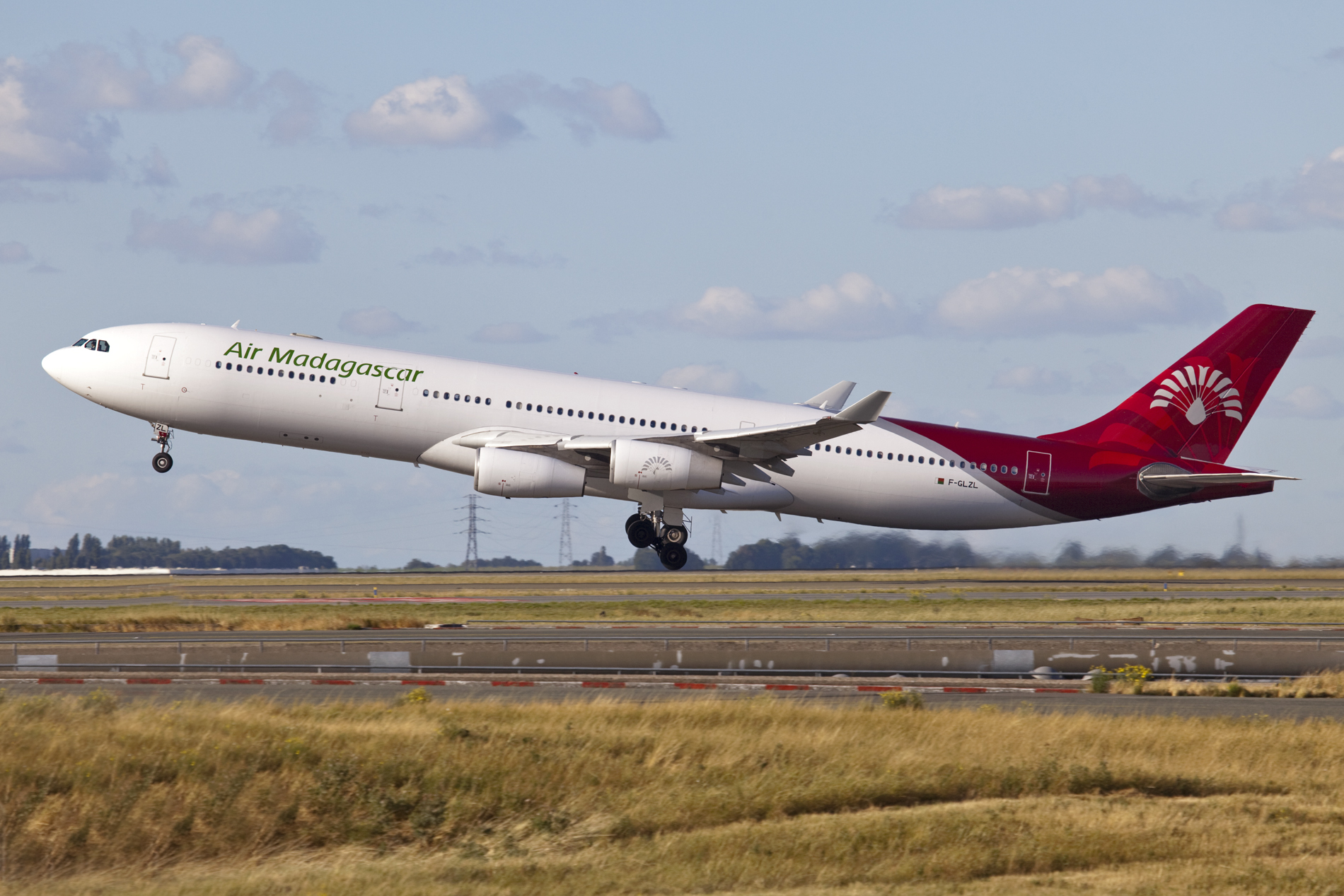
Air Madagascar

2012-ben az Indiai-óceáni Bizottság (IOC) egy konferenciát tartott a légiközlekedés állapotáról az indiai-óceáni térségben. Megállapították, hogy a légitársaságok jelenlegi üzleti modellje fenntarthatatlan, és hogy a regionális járatok jegyárai túl magasak az Európán belüli és a Karib-térségen belüli viteldíjakhoz képest.
2013. május 2-3-án az IOC egy másik konferenciát tartott Mauritiuson a regionális légiközlekedés problémáiról. 2014 januárjában a Bizottság "Wings of the Indian Ocean" címmel egy felhívást tett közzé, amelyben egy regionális légiközlekedésre vonatkozó közös stratégiát szorgalmazott, és rámutatott annak gazdasági előnyeire. Az IOC 2014 júliusában egy újabb konferenciát tartott a térség turizmusáról és légiközlekedéséről, amely után egy légitársaságok tisztviselőiből és a polgári légiközlekedési hatóságok képviselőiből álló bizottságot hoztak létre, hogy létrehozzanak egy légiszövetséget.
2015. május 20-án az IOC miniszteri tanácsa összegyűlt Antananarivóban, hogy aláírják az egyezményt a légiszövetség létrehozásáról. A légitársaságok a tervek szerint június 18-án írták volna alá a megállapodást, azonban egy az Air Madagascar légitársaságnál tartott sztrájk miatt ezt az időpontot elhalasztották.

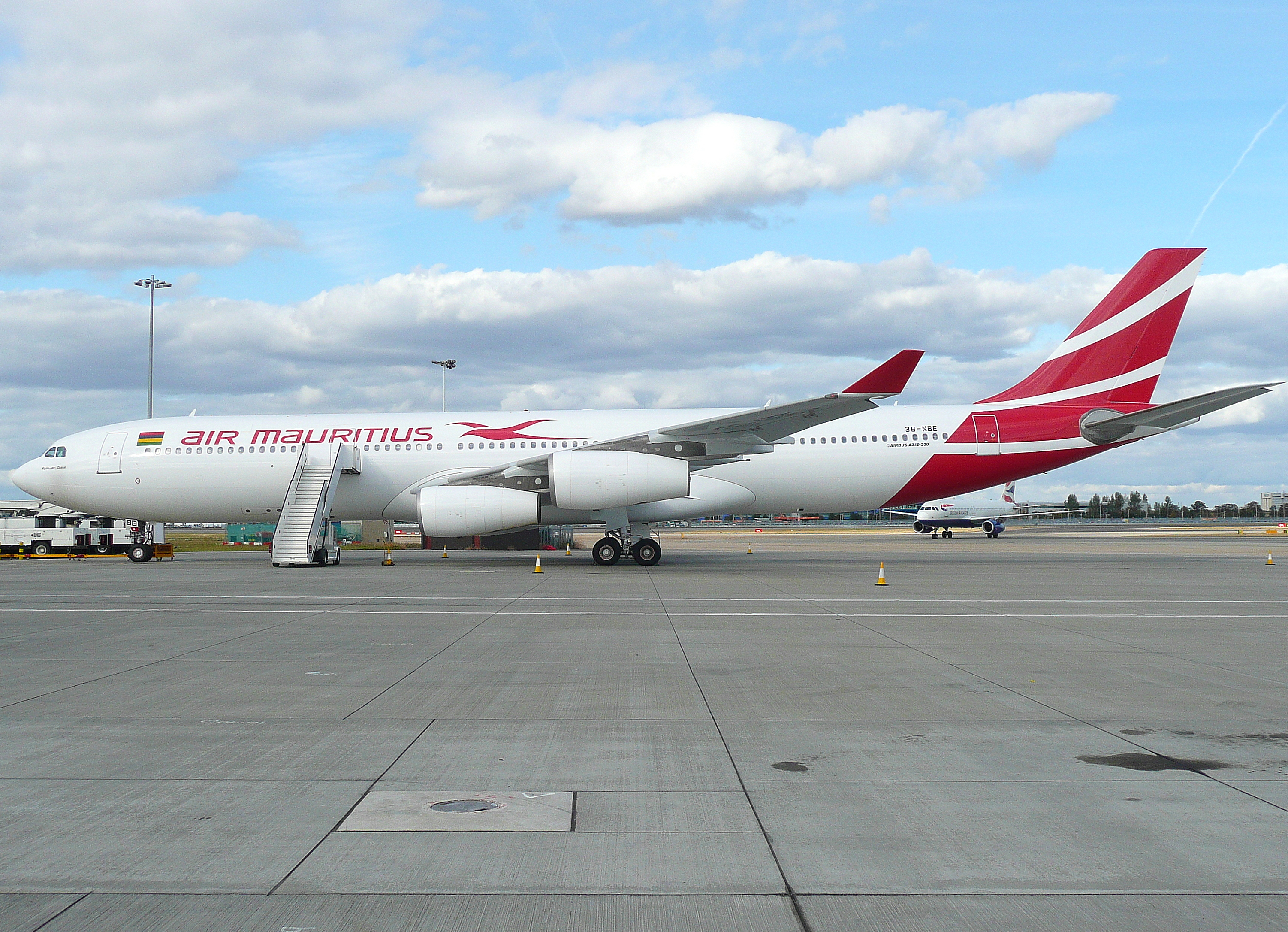
Air Mauritius

2015. szeptember 21-én az alapító légitársaságok, az Air Austral, az Air Madagascar, az Air Mauritius, az Air Seychelles és az Int’Air Îles aláírták az egyezményt Antananarivóban. Az eseményen részt vett Jean-Claude de l'Estrac, az Indiai-óceáni Bizottság főtitkára és Hery Rajaonarimampianina madagaszkári elnök.
A Vanilla Alliance kezdeti céljai a következők voltak:
- A szigetek közötti járatok számának növelése
- Olcsóbb és vonzóbb jegyárak
- Helymegosztás optimalizálása

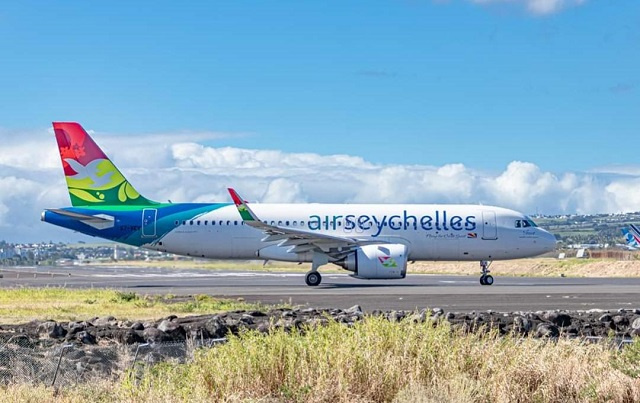
Air Seychelles

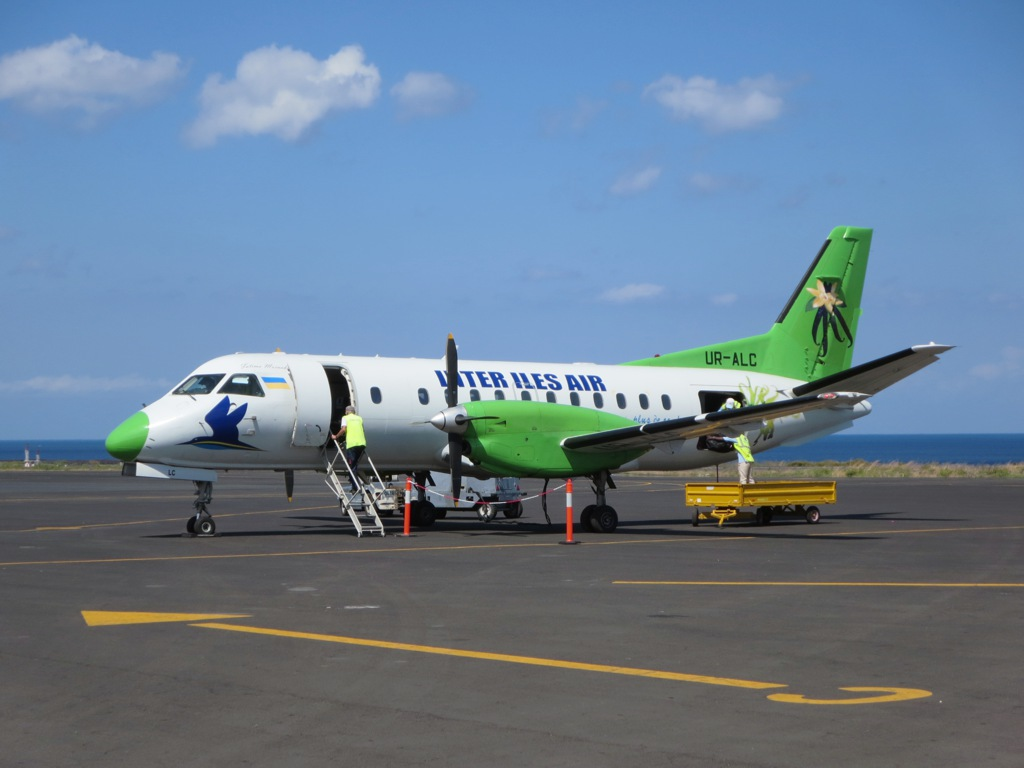
Int’Air Îles

L'Estrac egy új regionális diszkont légitársaság létrehozását is javasolta, hogy több turista jöjjön a térségbe. A szövetség végső soron a turizmust és a kereskedelmet kívánja növelni a térségben.